# Рафаель Рангель
Рафаель Рангель (ісп. Rafael Rangel; 25 квітня 1877, Бетійоке, штат Трухільйо, Венесуела — 20 серпня 1909, Каракас) — венесуельський учений і дослідник, який присвятив себе вивченню тропічних хвороб.
Його вважають батьком паразитології та біоаналізу у Венесуелі. Відомий тим, що першим виявив Necator americanus, паразита, який викликає анкилостомоз, у своїй рідній країні між 1903 і 1904 роками. Як дослідник, Рангель багато в чому сприяв вирішенню проблем охорони здоров'я. У 1902 році його призначили першим директором лабораторії гістології та бактеріології лікарні Варгас. У 1908 році на прохання президента Чіпріано Кастро він відповідав за медичну кампанію з ліквідації бубонної чуми в Ла-Гуайрі, і через рік, впавши в депресію через різні проблеми, що виникли під час чуми, і, ймовірно, — через відмову від довгоочікуваної стипендії за кордоном, він покінчив життя самогубством прийнявши ціанід.
Похований у Національному пантеоні Венесуели.